# Jevgenyij Vasziljevics Rudakov
Jevgenyij Vasziljevics Rudakov (ukránul: Євген Васильович Рудаков, oroszul: Евгений Васильевич Рудаков; Moszkva, 1942. január 2. – Kijev, 2011. december 21.) szovjet válogatott labdarúgókapus,orosz származású ukrán labdarúgóedző.

## Pályafutása

### A válogatottban
1968 és 1976 között 48 alkalommal szerepelt a szovjet válogatottban. Részt vett az 1968-as és az 1972-es Európa-bajnokságon, illetve az 1972 évi nyári olimpiai játékokon.

## Sikerei, díjai
Torpedo Moszkva
- Szovjet bajnok (1): 1960

Dinamo Kijiv
- Szovjet bajnok (6): 1966, 1967, 1968, 1971, 1974, 1975
- Szovjet kupa (3): 1964, 1966, 1974
- KEK-győztes (1): 1974–75
- UEFA-szuperkupa (1): 1975

Egyéni
- Az év ukrán labdarúgója (1): 1971
- Az év szovjet labdarúgója (1): 1971

Szovjetunió
- Európa-bajnoki döntős (1): 1972
- Olimpiai bronzérmes (1): 1972